# Scarba
Scarba är en ö i Storbritannien.   Den ligger i kommunen Argyll and Bute och riksdelen Skottland, i den nordvästra delen av landet, 600 km nordväst om huvudstaden London. Arean är 15,2 kvadratkilometer.
Terrängen på Scarba är lite kuperad. Öns högsta punkt är 438 meter över havet. Den sträcker sig 4,7 kilometer i nord-sydlig riktning, och 5,1 kilometer i öst-västlig riktning.